# Tout un roman !
Tout un roman ! (France) ou Le roman-savon de Marge (Québec) (Diatribe of a Mad Housewife) est le 10e épisode de la saison 15 de la série télévisée d'animation Les Simpson.

## Résumé
Homer prend plein de choses au Krusty Burger et les mange tout en conduisant. Il ne prête pas attention à sa conduite, ayant une énorme tache de sauce dans le pare-brise et il se dirige vers la centrale nucléaire de M. Burns, causant un violent accident avant de perdre son emploi.
Pendant ce temps, Marge et les enfants vont à la librairie. Elle rencontre une romancière qui lui donne l'idée d'écrire un roman.
Homer trouve un nouveau métier en tant que vendeur automobile. Parmi les autos en ventes, il voit une ambulance des années 1950 et il décide de devenir un ambulancier.
Marge commence à écrire son roman qui s'inspire de Moby Dick. Elle veut d'abord faire de Homer le héros de l'histoire, mais elle décide de changer pour porter sa préférence vers Ned Flanders, là où son mari sera relégué au rôle du vil pochard comme antagoniste.

## Guest star
- Tom Clancy (voix) joue son propre rôle.
- Mary-Kate et Ashley Olsen (voix) jouent leurs propres rôles.
- Thomas Pynchon (voix) joue son propre rôle dans la version originale, mais avec un sac sur la tête. Il s'agit d'une apparition exceptionnelle, puisque cet écrivain vit reclu et n'accepte ordinairement jamais aucune action publique.